# Bracon punicus
Bracon punicus är en stekelart som beskrevs av Otto Schmiedeknecht 1900. Bracon punicus ingår i släktet Bracon och familjen bracksteklar. Inga underarter finns listade.